# Agalenatea
Agalenatea ist eine Gattung Agalenatea aus der Familie der Echten Radnetzspinnen (Araneidae) und umfasst zwei Arten.

## Beschreibung
Bei den Arten der Gattung Agalenatea handelt es sich um eher kleine Vertreter der Radnetzspinnen, da die Weibchen je nach Art eine Körperlänge von 4 mm (Agalenatea liriope) bzw. 8 mm (Agalenatea redii) erreichen. Der Vorderleib (Prosoma) der Spinnen ist vorwiegend braun. Bei Agalenatea liriope kommen um die Cheliceren herum gelbliche Flecken hinzu. Der Hinterleib (Opisthosoma) ist bräunlich bis bräunlich gelb und wird durch gelblich weiße oder reinweiße Zeichnungselemente ergänzt.

## Verbreitung
Agalenatea liriope kommt ausschließlich in den Tropen vor und ist dort in Ostafrika und auf einigen Inseln des Roten Meeres anzutreffen, z. B. auf den Inseln Darsa und Sokotra, die zum Jemen gehören. Durch die weitreichende Verbreitung der zweiten Art, Agalenatea redii, in den gemäßigten bis tropischen Zonen der Paläarktis umfasst die Gattung jedoch insgesamt ein sehr weitreichendes Verbreitungsgebiet.

## Systematik
Der World Spider Catalog listet für die Gattung Agalenatea zwei Arten.
- Agalenatea liriope (L. Koch, 1875)
- Agalenatea redii (Scopoli, 1763)

Beide Arten wurden früher der Gattung Araneus zugerechnet. Die Gattung Agalenatea wurde 1951 von Allan F. Archer aufgestellt, indem er Araneus redii von Araneus abgrenzte. Die Gattung war somit bis zur Überführung von Araneus liriope durch Manfred Grasshoff und Antonius van Harten im Jahr 2007 vorerst monotypisch.